# 钝叶千里光
钝叶千里光（学名：[Senecio obtusatus] 错误：{{Lang}}：文本有斜体标记（帮助））是菊科千里光属的植物。分布于缅甸、印度以及中国大陆的四川、云南等地，生长于海拔1,500米至3,300米的地区，一般生于潮湿草地、干旱和牧场，目前尚未由人工引种栽培。